# Dvärgormstjärna
Dvärgormstjärna (Amphipholis squamata) är en ormstjärneart som först beskrevs av Delle Chiaje 1828.  Dvärgormstjärna ingår i släktet Amphipholis och familjen trådormstjärnor. Enligt den svenska rödlistan är arten otillräckligt studerad i Sverige. Arten förekommer i Götaland. Artens livsmiljö är havet. Utöver nominatformen finns också underarten A. s. tenuispina.